# Дербишир, Джон (писатель)
Джон Дербишир (англ. John Derbyshire; род. 1945) — британо-американский писатель, журналист и политический комментатор.

## Биография
Родился 3 июня 1945 года в городе Нортгемптон графства Нортгемптоншир, Великобритания.
Окончил школу для мальчиков Northampton School for Boys, затем — Университетский колледж Лондона, где изучал математику. С 1985 по 1999 годы работал программистом на Уолл-стрит. Затем занялся журналистикой, писал книги.
Его книга Prime Obsession: Bernhard Riemann and the Greatest Unsolved Problem in Mathematics была опубликована в 2003 году и рассказывала о гипотезе Римана, являющейся одной из задач тысячелетия. В 2006 году Дербишир опубликовал очередную книгу о математике — Unknown Quantity: A Real And Imaginary History of Algebra.
Джон Дербишир сыграл в фильме «Возвращение дракона», но не был указан в титрах.
Женат с 1986 года на китаянке Lynette Rose (Rosie), урождённой Qi Hongmei; у них двое детей — дочь и сын. Живёт с семьёй в Лонг-Айленде, Нью-Йорк. В начале 2012 года Дербишир прошёл курс лечения от хронического лимфолейкоза.

## Опубликованные работы
- Seeing Calvin Coolidge in a Dream[англ.]
- Prime Obsession: Bernhard Riemann and the Greatest Unsolved Problem in Mathematics[англ.]
  - Простая одержимость. Бернхард Риман и величайшая нерешённая проблема в математике. — Астрель, 2010. — 464 с. — ISBN 978-5-271-25422-2.
- Unknown Quantity: A Real And Imaginary History of Algebra
- We Are Doomed: Reclaiming Conservative Pessimism[англ.]
- From the Dissident Right

Он также написал множество статей для различных изданий, включая National Review, The New Criterion, The American Conservative и «Вашингтон таймс».
Дербишир записывает еженедельный подкаст Radio Derb, в котором комментирует текущие события. Подкаст размещался на веб-сайте National Review, а затем был переведен в журнал Taki's Magazine. Сейчас он размещён на VDARE.